# Kōei (Ära)
Kōei (japanisch 康永) ist eine japanische Ära (Nengō) von Mai 1342 bis November 1345 nach dem gregorianischen Kalender. Der vorhergehende Äraname ist Ryakuō, die nachfolgende Ära heißt Jōwa. Die Ära fällt in die Regierungszeit des Thronprätendenten Kōmyō.
Der erste Tag der Kōei-Ära entspricht dem 1. Juni 1342, der letzte Tag war der 14. November 1345. Die Kōei-Ära dauerte vier Jahre oder 1263 Tage.

## Ereignisse
- 1342 Prinz Kaneyoshi kommt in der Provinz Satsuma an